# زغاوة

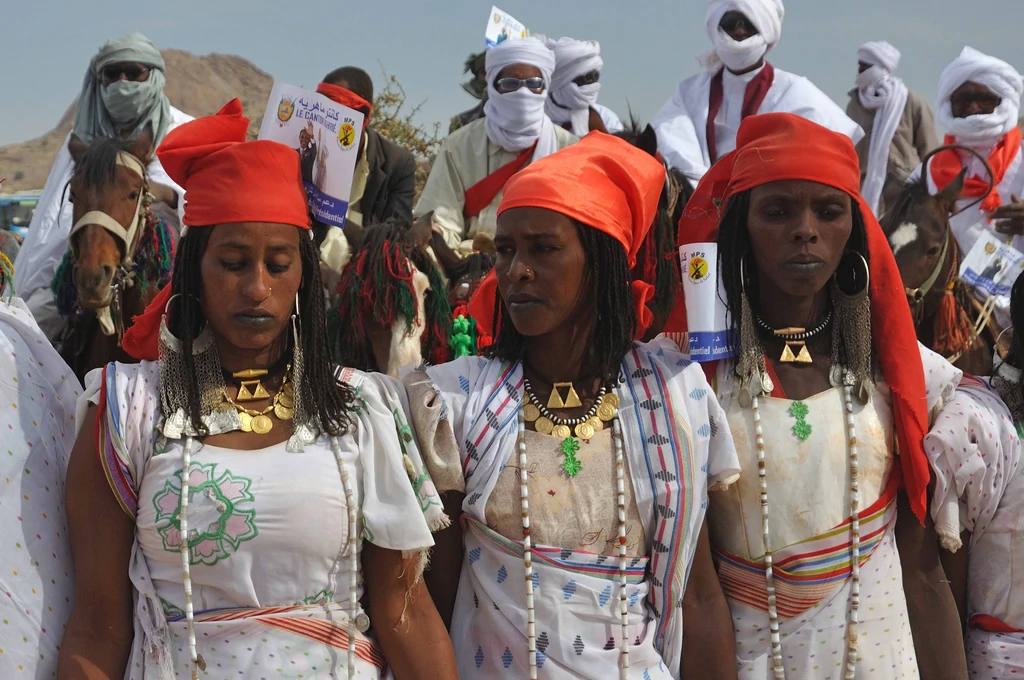

شعب الزغاوة (بالإنجليزية: Zaghawa people)، الذين يطلق عليهم أيضًا بيري أو زكاوة، هم مجموعة عرقية مسلمة في الساحل تعيش في المقام الأول في قيزان شمال شرق تشاد، وغرب السودان، بما في ذلك دارفور.
الزغاوة يطلقون على انفسهم بيري بور وحيث أنهم قبيلة تعيش أساساً في تشاد والسودان، فلهم وجود كبير في غرب السودان وخصوصا في دار فور، برز لهم دور كبير في نزاع دارفور تعدادهم يبلغ حوالي 2000000 نسمة موزعين بين السودان وتشاد. ويقطنون المناطق المحاذية للحدود السودانية التشادية وتنقسم الزغاوة الي أربعة فروع رئيسية ولكن هذة الفروع ليس لها تأثير في السياسة الخارجية للقبيلة، ومن هذه الأفرع هي: وقي، توبا، دورون ،كوبرا ( كوبي) و ماي
يتكلم الزغاوة لغة الزغاوة وهي لغة صحراوية شرقية. إنهم رعاة، ويسمى العرب سلالة من الأغنام التي يرعونها الزغاوة. هم من البدو الرحل ويحصلون على الكثير من رزقهم من خلال رعي الماشية والجمال والأغنام وحصاد الحبوب البرية. وتشير التقديرات إلى أن هناك ما بين 4,000,000 و 4,512,000 من الزغاوة.

## الأسماء
يشير التاريخ الملكي الكانمي، الجرجام، إلى شعب الزغاوة باسم دوغوا. واليوم يطلق الزغاوة على أنفسهم اسم البري، بينما يطلق عليهم الأدب والشعب العربي اسم «الزغاوة». في الأدبيات المتعلقة بالمجموعات العرقية الأفريقية، يشمل مصطلح بيري (أحيانًا كيجي) شعوب الزغاوة والبديات وبريتس، وكل منها متجمعة في أجزاء مختلفة من تشاد والسودان وليبيا.

## تاريخ
الزغاوة مذكورون في نصوص اللغة العربية الفصحى. كتب عنهم الجغرافي العربي في القرن التاسع اليعقوبي «الزغاوة الذين يعيشون في مكان يُدعى كانم»، وشرع في سرد سلسلة من الممالك الأخرى تحت حكم الزغاوة. تاريخيا، أجرى الشعب الزغاوة نوعا من الهيمنة على معظم المجتمعات الصغيرة التي امتدت على طول الساحل بين بحيرة تشاد إلى ممالك وادي النيل من النوبة، المقرة وعلوة.

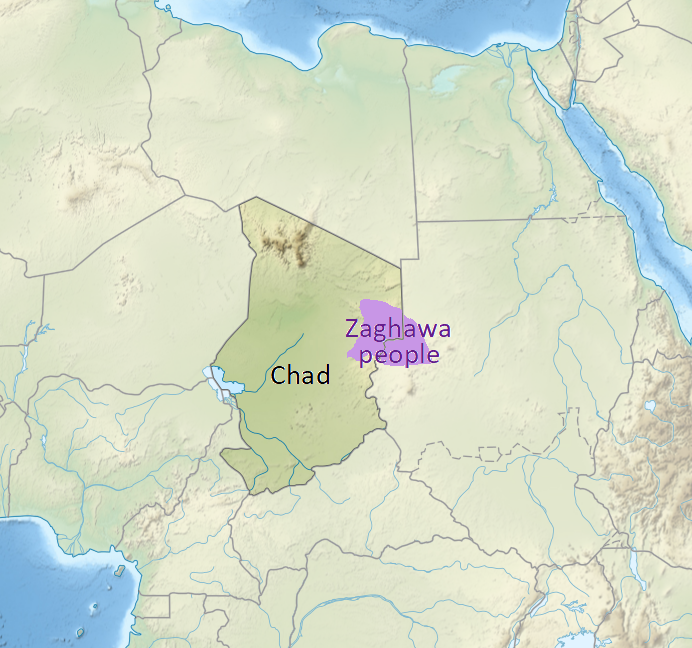
توزيع الزغاوة في تشاد والسودان.

كان شعب الزغاوة يتاجر مع منطقة النيل ومناطق المغرب العربي بحلول الألفية الأولى بعد الميلاد. تمت المراجع المبكرة لهم في نصوص القرن الثامن بالاشتراك مع شعب التبو في شمال تشاد وجنوب ليبيا،  ويعتقد العلماء أن الاثنين مجموعتان عرقيتان مرتبطتان. تذكر نصوص القرن الحادي عشر أن ملوك مملكة الزغاوة قد قبلوا الإسلام، وكانوا على الأقل من الناحية الاسمية مسلمين.
تصف الروايات العربية المبكرة الزغاوة بأنهم «البدو السود». يصف الجغرافي الإدريسي الذي عاش في القرن الثاني عشر ويقوت في القرن الثالث عشر تأثير الزغاوة حول نظام تتمحور حول واحة، ويذكرون بلدات كانم ومنان وأنجيمي.
ومع ذلك، فقد كتب ابن سعيد عام 1270 أن منان كانت عاصمة مملكة كانم حتى اعتنق حكام سلالة سيفوا الإسلام، وغزا المنطقة، وبعد ذلك انتقلت العاصمة إلى نجيمي. كتب ابن سعيد أن الزغاوة استمروا في العيش في منان. ومع ذلك، فإن سجلات كانم لا تذكر الزغاوة، ومن المرجح أنهم نزحوا ثم انتقلوا إلى المنطقة التي يوجدون فيها حاليًا. هذه المنطقة تسمى دار الزغاوة، أو «أرض الزغاوة».
على الرغم من انهيار سلطة الزغاوة بسبب صعود كانم في منطقة بحيرة تشاد، احتفظ الزغاوة بالسيطرة على جزء كبير من الأراضي الواقعة شرق كانم، ولم يُذكر دارفور إلا في أواخر القرن الرابع عشر كدولة مستقلة من قبل المؤرخ والجغرافي المصري المقريزي. في أعقاب ظهور دارفور وكانم، يبدو أن الزغاوة سيطروا على المناطق الصحراوية فقط ولم يعدوا قوة إقليمية رئيسية.

## المجتمع والثقافة

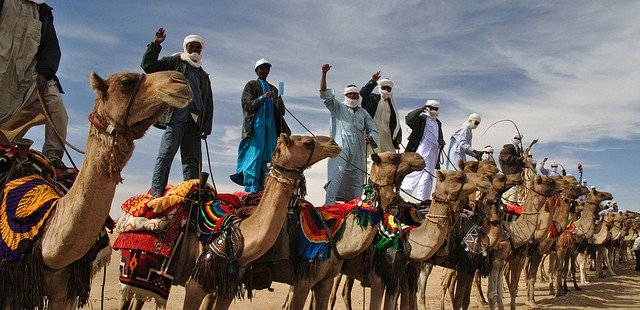
مهرجان الزغاوة

عاش مجتمع الزغاوة التقليدي حياة رعوية في الغالب، تتكون من عشائر بدوية مع قطيع الخيول والحمير والماعز والأغنام. في ذروة قوتهم قبل قيام حكام سلالة سايفاوا بتشريدهم وحلهم، كانوا تجارًا وتجارًا معروفين بالإبل والخيول، وكانوا يسيطرون على بعض طرق تجارة القوافل جنوب الصحراء الكبرى.
قبلوا المذهب المالكي للإسلام السني، لكنهم احتفظوا ببعض طقوسهم قبل الإسلام مثل الكرامة - وهي طقوس التضحية بالحيوانات لدرء الأرواح الشريرة. كان القرن الذي تحولوا فيه موضوع نقاش وقليل من الإجماع، مع تقديرات تتراوح من القرن الثالث عشر إلى أوائل القرن السابع عشر. في الأزمنة المعاصرة، يعيشون نمط حياة مستقر، يزرعون المواد الغذائية الأساسية مثل الدخن والذرة الرفيعة، وأطعمة أخرى مثل السمسم والبطيخ والقرع والفول السوداني والبامية.

### الطبقات الاجتماعية
تم تقسيم مجتمع الزغاوة إلى طبقات اجتماعية وضمت طوائف. كانت الطبقات العليا من النبلاء والمحاربين، وتحتهم كان التجار والتجار، وتحتهم كانت الطبقات الحرفية المسماة الحدهيد (أو الهدهيد). كانت هذه الطوائف متزاوجة، وتضمنت مهنهم الموروثة أعمال الحديد والصيادين والفخار والمصنوعات الجلدية والموسيقيين مثل عازفي الطبول. كان يُنظر إلى العمل الحرفي تقليديًا داخل مجتمع الزغاوة على أنه قذر وذو مكانة متدنية، كونهم أشخاصًا من جذور وثنية ويهودية مختلفة اندمجوا ببطء في المجتمع الإسلامي. تشير بعض النصوص العربية المبكرة إلى ملوك الزغاوة على أنهم «ملوك حدادون بغرور لا يمكن تصوره».
كان مصطلح "حداد" مصطلحًا مهينًا في ثقافة الزغاوة، كما تقول آن حور - أستاذة الدراسات الأفريقية وعلم آثار العصور الوسطى، و "إذا ولدت حدادًا، فسيظل دائمًا حدادًا".  فطبقات الزغاوة غير الحدادة لا تأكل ولا تشترك مع طوائف الحدادة. كانت الطبقات الأدنى هي العبيد. إن التقسيم الطبقي الاجتماعي والطبقات الاجتماعية مثل طبقات عمال الجلود داخل شعب الزغاوة مماثلة لتلك الموجودة في قبائل الفور المجاورة. 
اصل الزغاوة وبطونها....
عرقيات الزغاوة
يشكل الزغاوة مجموعة إثنية كبيرة تنقسم إلى حوالي 3 مجموعات كبيرة، كل منها بمثابة فرع، وتُعرف هذه المجموعات بـ"الوقِي" و"تُوبا" (تسمى أيضا البديات) و"كُوبَرا

## التأثير المعاصر

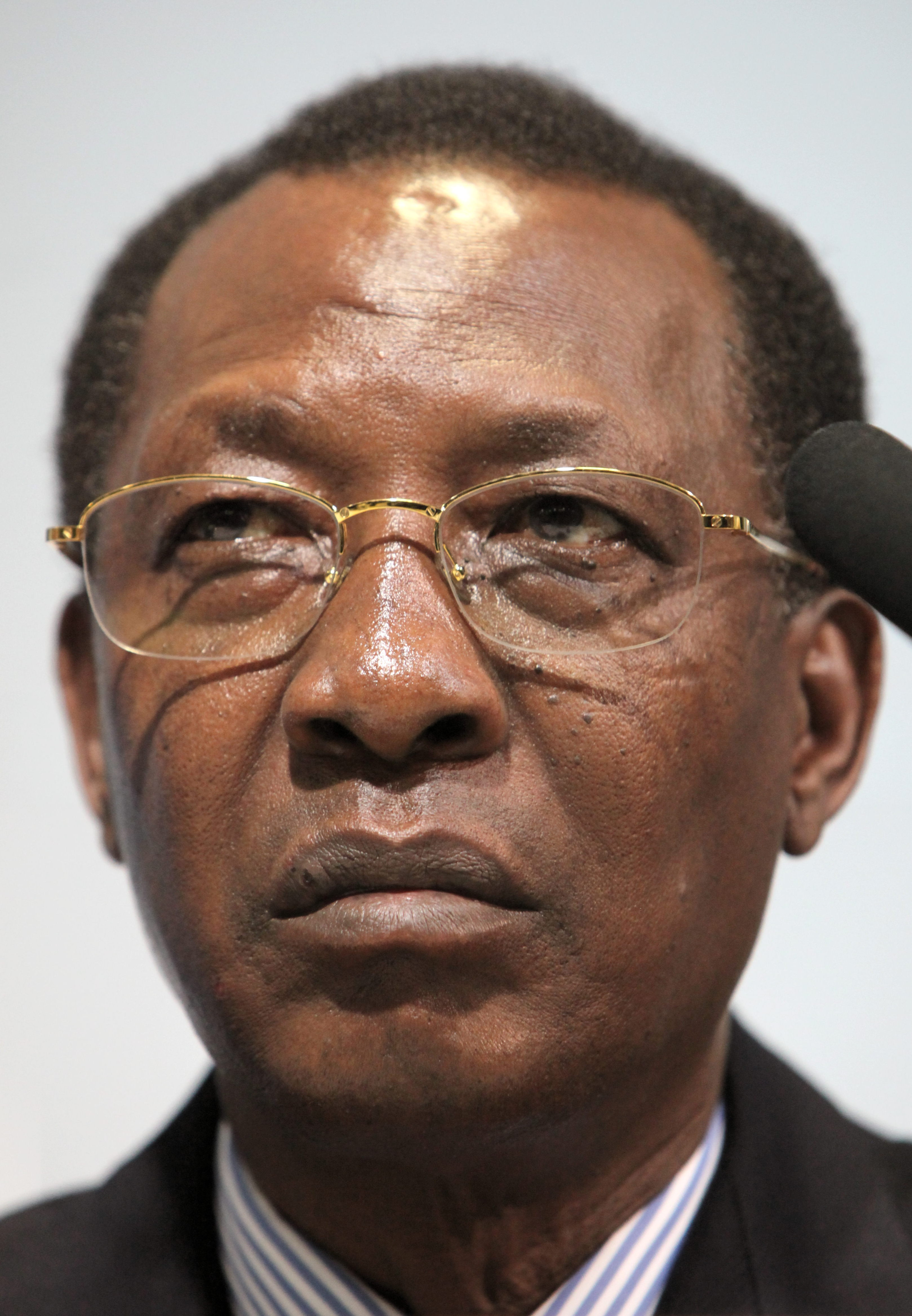
إدريس ديبي في المنتدى العالمي السادس للمياه

في حين أنهم ليسوا أقوياء للغاية في السودان، إلا أنهم يهيمنون سياسياً على تشاد. الرئيس السابق إدريس ديبي وعدد من رؤساء الوزراء السابقين في تشاد هم من الزغاوة، بالإضافة إلى العديد من أعضاء الحكومة الآخرين. وهكذا كان الزغاوة التشادية أشخاصًا مؤثرين في السياسة الإقليمية. في الحروب المعاصرة في تشاد وليبيا والسودان، انخرطت جماعة الزغاوة العرقية بعمق، لا سيما من خلال التحالفات الاستراتيجية مع الجماعات العرقية الأخرى مثل شعب الفور.  
لكن الزغاوة في السودان محاصرون في أزمة دارفور وقد عانوا الكثير من الخسارة من جراء الاضطرابات هناك. يعتبر الزغاوة السودانية من بين السكان الذين يعيشون في مخيمات اللاجئين في دارفور وشرق تشاد حيث يمثل تجنيد الأطفال في حركات التمرد مشكلة مستمرة.
كان الزغاوة من بين القبائل في دارفور التي يشار إليها باسم «الأفارقة» حتى كما تم تسمية القبائل الأخرى التي قاتلت معهم بـ «العرب».
نتيجة لدعاة التجاني المسلمين من غرب إفريقيا الذين كانوا يسافرون عبر منطقتهم لأداء فريضة الحج إلى مكة، اعتنقت القيادة الإسلام. في الأربعينيات من القرن الماضي، بدأ الزغاوة في التحول إلى الإسلام من الروحانية بشكل جماعي . يشتهر الزغاوة في دارفور  بالتقوى. بسبب القتال في دارفور، حيث استهدفتهم الميليشيات العربية المحلية بسبب تراثهم العرقي، أصبح 100,000 لاجئ عبر الحدود في تشاد. كتب رجل من قبيلة الزغاوة يُدعى داود هاري مذكرات عن دارفور بعنوان المترجم، وشاركت امرأة من الزغاوة تُدعى الدكتورة حليمة بشير في تأليف مذكرات مع داميان لويس بعنوان دموع الصحراء، وكلاهما ينشر المعرفة حول الفظائع في دارفور.

## أعلام من القبيلة
- إدريس ديبي، رئيس تشاد السابق
- مني أركوي مناوي، رئيس حركة تحرير السودان.
- خليل ابراهيم، مؤسس حركة والمساواة السودانية
- جبريل إبراهيم، عبدالقادر داوود وزير المالية السودان ورئيس حركة العدل والمساواة.[23]
- محمد ديبي، رئيس التشادي الحالي

## روابط خارجية
- الشعوب الأفريقية.
- فيديو قناة الجزيرة الإنجليزية عن شعب الزغاوة في تشاد.
- الانتماء العرقي من الدولة التشادية، ديرك لانج (1993).
- فيديو كليب «فتاة الزغاوة» (بري تلي) لماجد قربية مع ترجمة باللغة الإنجليزية وملاحظات.
- فيديو موسيقي «هيا بنا يا شباب» («شبابي قوبي كيدي») لحيدر واد فا، مع ترجمة وملاحظات باللغة الإنجليزية.